# Alsónána
Alsónána (németül: Unternanau vagy Raitznona) község Tolna vármegyében, a Szekszárdi járásban.

## Fekvése
A Szekszárdi-dombság déli részén, Szekszárdtól, a megyeszékhelytől 13 kilométerre délre, Bátaszéktől pedig 10 kilométerre északra fekszik; mindkettővel az 56-os főút köti össze.
A szomszédos települések: észak felől Szekszárd, északkelet felől Decs, kelet felől Várdomb (3 kilométer), délkelet felől Bátaszék, dél felől Mórágy (5 kilométer), északnyugat felől pedig Szálka (légvonalban mintegy 3 kilométer, de közúton 13 kilométer). Nyugat felől a legközelebbi település Mőcsény, mely légvonalban alig 4 kilométerre fekszik, közúton azonban csak nagy, mintegy 15 kilométeres kerülővel érhető el, s a közigazgatási területeik nem is szomszédosak.

### Megközelítése
A település ma csak közúton érhető el, keleti és déli szomszédai, Várdomb (és az 56-os főút), illetve Mórágy felől egyaránt az 5602-es úton. Határszélét északon érinti még az 5601-es út is.
Alsónánának hajdan vasúti megállója (Mórágy-Alsónána) is volt a községtől 3 kilométerre, a Dombóvár–Bátaszék-vasútvonalon; azonban itt az alacsony utasforgalom miatt ma már nem állnak meg a vonatok.

## Története
Vályi András szerint „Alsó Felső Nána. Két német falu Tolna Várm. Alsónak földes Ura a’ Religiói Kintstár, fekszik Várdombhoz nem meszsze, és annak filiája, a’ Felsőnek pedig 666G. Aponyi Uraság, ez fekszik amahoz nem meszsze, lakosaik katolikusok, és más félék is, főldgyeik közép termékenységűek réttyek legelőjök elég van, vagyonnyaik középszerűk.”
Fényes Elek szerint „Alsó-Nána, német-rácz-magyar falu, Tolna vmegyében: 8 kath., 363 n. e. óhitü, 643 ágostai, 72 ref. lak., ágostai fiókgyülekezettel, s óhitü szentegyházzal, mellyben a grabóczi kalugyerek teszik az isteni szolgálatot. Szőlőhegye igen szép. A báttaszéki uradalomhoz tartozik. Ut. post. Báttaszék.”
Már a középkorban is lakott település volt, első fennmaradt hiteles említése 1494-ből való (Nana). 1553-ban sárközi faluként említik. A török kiűzése után szerb település volt, erre utal egykori neve, Rácnána is. A Rákóczi-szabadságharc után az első telepesek 1725-ben érkeztek és vertek tanyát az akkor lakatlan területen. A 18. század végén újabb csoportok jöttek, részben Németországból, részben a környékbeli német településekről. 
Mindkét világháború jelentős változást hozott. Az első után anyaországukba kitelepítettek mintegy 100 szerb származású lakost; ennek ellenére a mai napig élnek itt e nemzetiséghez tartozók. A második világégést követően a német ajkúak jutottak hasonló sorsra. A kitelepítettek helyére az ország különböző vidékeiről érkeztek magyar családok. Ma már csak néhány magát német ajkúnak valló lakos él Alsónánán. 
A lakosság többsége katolikus vallású, kevesebben vannak reformátusok és evangélikusok. Az utóbbiak temploma 1864-ben épült. Az elmúlt években a Németországban élő, de Alsónánáról kitelepített lakosok és leszármazottaik támogatásával újították fel. A katolikusok a szülőfalujukat elhagyni kényszerült rácok gazdátlanul maradt templomát foglalták el és használják ma is.

## Nevezetességei
Alsónána látnivalója a falu felett húzódó pincesor: három utcában több mint száz különleges kiképzésű pince.

## Közélete

### Polgármesterei
- 1990–1994: Kollár László (független)[5]
- 1994–1998: Kollár László (független)[6]
- 1998–2002: Czifra Ferenc (független)[7]
- 2002–2006: Czifra Ferenc (független)[8]
- 2006–2010: Czifra Ferenc (független)[9]
- 2010–2014: Kis Istvánné Csele Julianna (Fidesz-KDNP)[10]
- 2014–2019: Kis Istvánné Csele Julianna (Fidesz-KDNP)[11]
- 2019–2022: Kollár László András (Fidesz-KDNP)[12]
- 2022–2024: Berta Levente László (független)[13]
- 2024– : Berta Levente (független)[1]

A településen 2022. július 3-án időközi polgármester-választást kellett tartani, mert az előző faluvezető február 8-án elhunyt.

## Népesség

### A népesség alakulása 1870 és 1920 között
| Év   | Lakosok száma |
| ---- | ------------- |
| 1870 | 1 404         |
| 1880 | 1 428         |
| 1890 | 1 534         |
| 1900 | 1 432         |
| 1910 | 1 522         |
| 1920 | 1 460         |

### A népesség alakulása 1990 és 2015 között
| Év   | Lakosok száma | Lakások száma | Terület (hektár) |
| ---- | ------------- | ------------- | ---------------- |
| 1990 | 789           | 272           | 1 308            |
| 1991 | 767           | 272           | 1 308            |
| 1992 | 762           | 272           | 1 313            |
| 1993 | 770           | 272           | 1 313            |
| 1994 | 763           | 274           | 1 313            |

| Év   | Lakosok száma | Lakások száma | Terület (hektár) |
| ---- | ------------- | ------------- | ---------------- |
| 1995 | 767           | 274           | 1 313            |
| 1996 | 789           | 274           | 1 313            |
| 1997 | 772           | 275           | 1 313            |
| 1998 | 767           | 277           | 1 313            |
| 1999 | 766           | 277           | 1 313            |

| Év   | Lakosok száma | Lakások száma | Terület (hektár) |
| ---- | ------------- | ------------- | ---------------- |
| 2000 | 746           | 277           | 1 313            |
| 2001 | 777           | 276           | 1 313            |
| 2002 | 760           | 276           | 1 313            |
| 2003 | 728           | 276           | 1 313            |
| 2004 | 750           | 276           | 1 313            |

| Év   | Lakosok száma | Lakások száma | Terület (hektár) |
| ---- | ------------- | ------------- | ---------------- |
| 2005 | 759           | 279           | 1 313            |
| 2006 | 753           | 279           | 1 313            |
| 2007 | 747           | 278           | 1 313            |
| 2008 | 708           | 278           | 1 313            |

| Lakosok száma | 731  | 729  | 700  | 689  | 673  | 652  | 648  |
|               | 2013 | 2014 | 2015 | 2021 | 2022 | 2023 | 2024 |

A 2011-es népszámlálás során a lakosok 82,4%-a magyarnak, 0,1% cigánynak, 0,6% németnek, 0,3% szerbnek, 0,1% szlováknak mondta magát (17,5% nem nyilatkozott; a kettős identitások miatt a végösszeg nagyobb lehet 100%-nál). A vallási megoszlás a következő volt: római katolikus 28,1%, református 6,9%, evangélikus 1,3%, görögkatolikus 0,4%, felekezeten kívüli 38,9% (24,2% nem nyilatkozott).
2022-ben a lakosság 89,6%-a vallotta magát magyarnak, 1,9% németnek, 0,4% szlováknak, 0,3% románnak, 0,1-0,1% szerbnek és örménynek,1,5% egyéb, nem hazai nemzetiségűnek (10,1% nem nyilatkozott; a kettős identitások miatt a végösszeg nagyobb lehet 100%-nál). Vallásuk szerint 25% volt római katolikus, 6,2% református, 1% evangélikus, 0,3% görög katolikus, 0,7% egyéb keresztény, 1,2% egyéb katolikus, 31,2% felekezeten kívüli (34,3% nem válaszolt).

## Testvértelepülései
- Linsengericht, Németország
- Szotyor, Románia